# Hatebreed
Gli Hatebreed sono un gruppo musicale metalcore formato a Bridgeport e New Haven, nel Connecticut nel 1994.

## Storia del gruppo
La band nacque a New Haven, nel Connecticut, nel 1994, su iniziativa di Jamey Jasta, Dave Russo, Larry Dwyer e Chris Beattie. Tutti e 4 militavano precedentemente in una band hardcore punk chiamata Jasta 14. Dopo alcuni demo, dei quali il più noto è Under the Knife, EP pubblicato nel 1996, nel 1997 viene pubblicato il primo album in studio della band, intitolato Satisfaction Is the Death of Desire. L'album, registrato per conto della Victory Records, ricevette ottimi consensi e riuscì anche a vendere un numero considerevole di copie.
Negli anni seguenti gli Hatebreed effettuarono alcuni tour insieme a note band metal del periodo quali Slayer, Deftones, Entombed e Napalm Death. Le influenze da parte di tali gruppi sono evidenti nei successivi album Perseverance (2002) e particolarmente in The Rise of Brutality, pubblicato nel 2003. Nel 2004 parteciparono al tour The Unholy Alliance insieme a Slayer, Slipknot e Mastodon. Il tour svoltosi nel giugno 2006 ha visto la partecipazione al Download Festival a Donnington e al Ozzfest Tour.
Il quarto album è stato pubblicato nell'agosto 2006 e si intitola Supremacy. Si tratta del primo album pubblicato dall'etichetta Roadrunner Records e a cui ha contribuito il nuovo chitarrista Frank Novinec. Un mese dopo, l'ex chitarrista Lou "Boulder" Richards si suicidò a 35 anni. Nel maggio 2009 è uscito l'album di cover For the Lions, seguito il 29 settembre dello stesso anno dall'album in studio Hatebreed. Il 9 febbraio 2010 il gruppo ha suonato, in italia, come gruppo di spalla dei Machine Head, insieme a Bleeding Through.

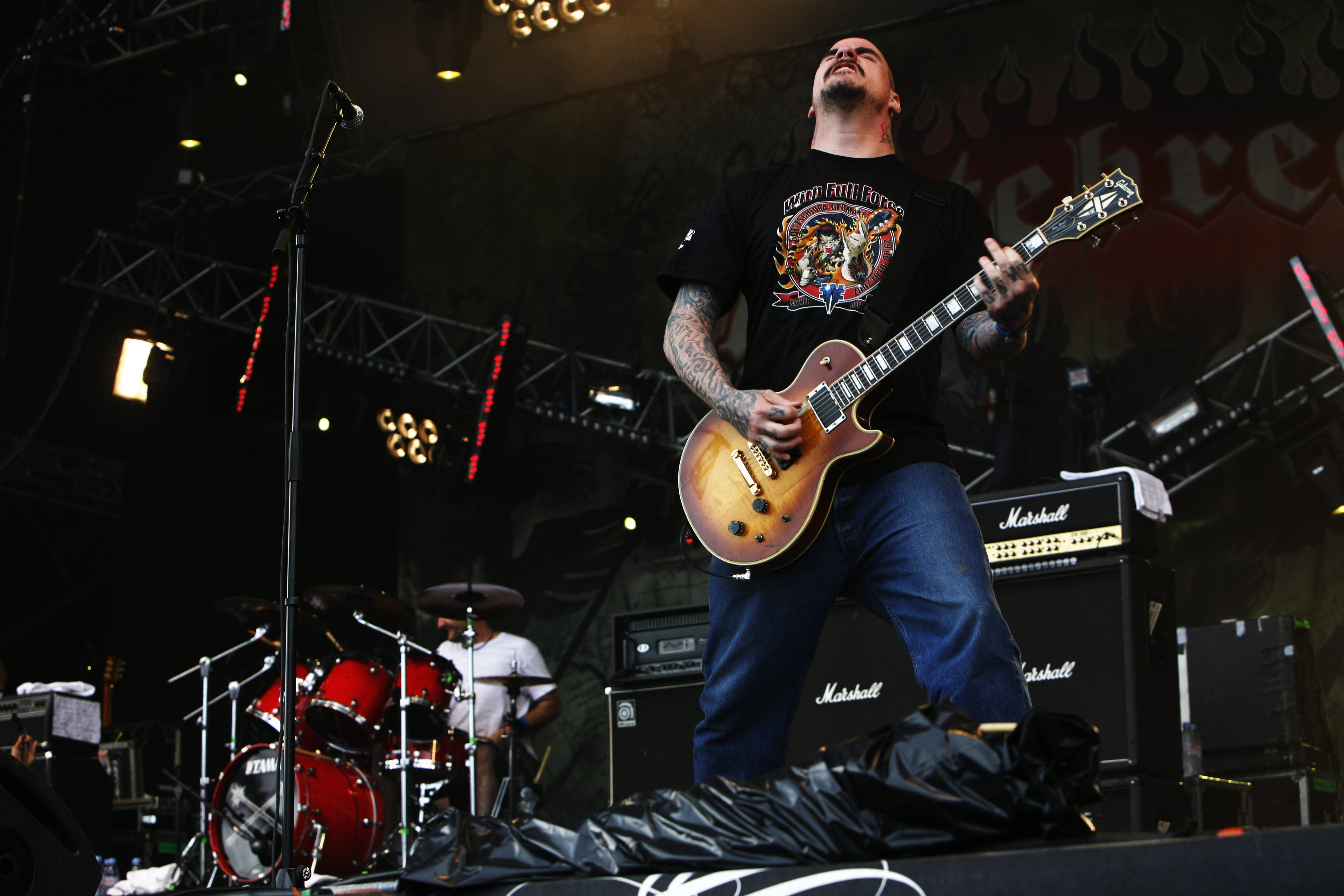
Gli Hatebreed dal vivo nel 2007

Il 25 gennaio 2013 è la volta del sesto album The Divinity of Purpose, seguito a distanza di tre anni da The Concrete Confessional, pubblicato il 13 maggio 2016.

## Formazione

### Formazione attuale
- Jamey Jasta – voce
- Wayne Lozinak – chitarra
- Frank "3-Gun" Novinec – chitarra
- Chris Beattie – basso
- Matt Byrne – batteria

### Ex componenti
- Larry Dwyer, Jr. – batteria
- Dave Russo – batteria
- Micahel Ryan – chitarra
- Matt McIntosh – chitarra
- Jamie "Pushbutton" Muckinhaupt – batteria
- Lou "Boulder" Richards (deceduto) – chitarra
- Rigg Ross – batteria
- Nick "Nickel P" Pappantonio – batteria
- Sean Martin – chitarra

## Discografia

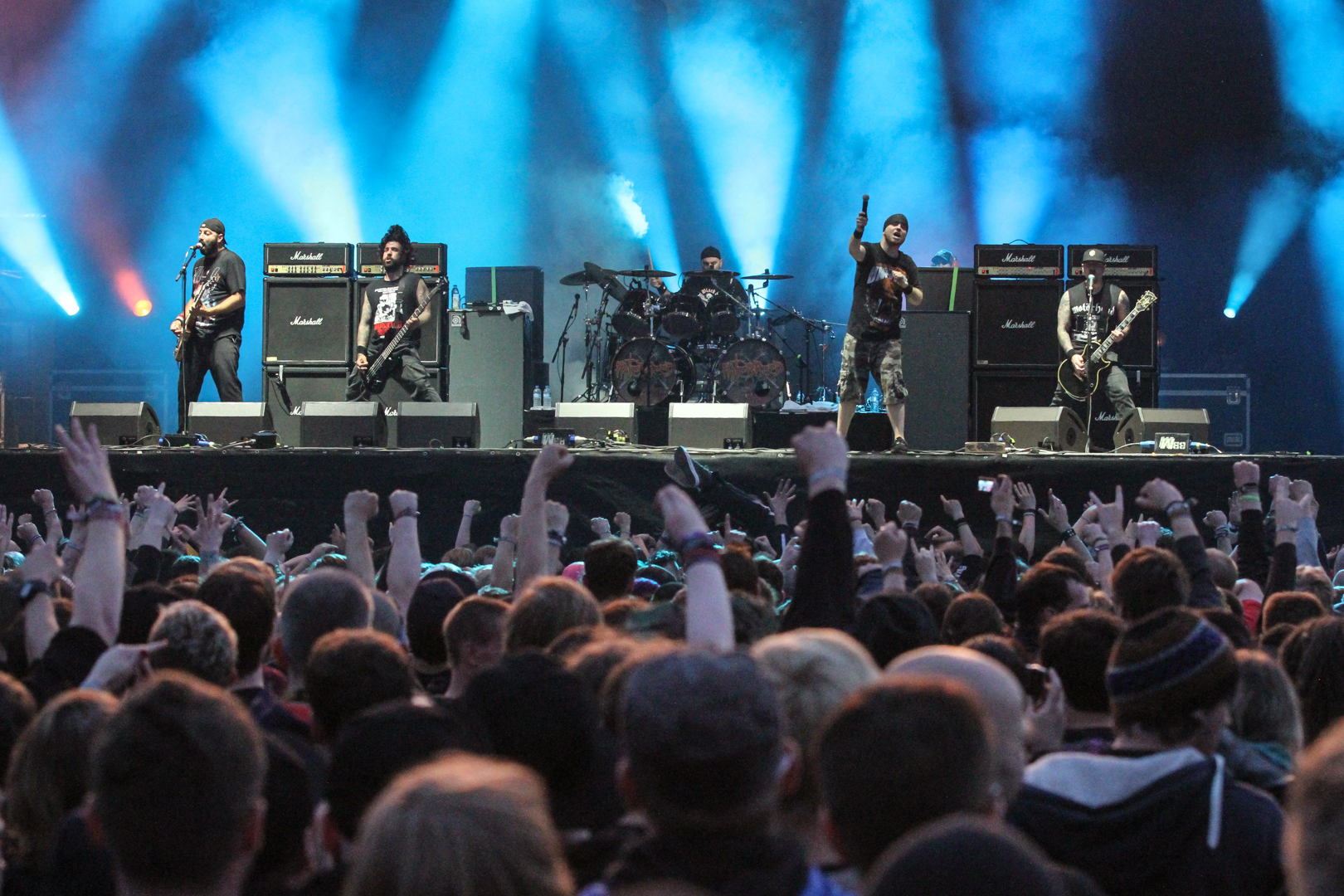
Gli Hatebreed al With Full Force Festival 2013

### Album in studio
- 1997 – Satisfaction Is the Death of Desire
- 2002 – Perseverance
- 2003 – The Rise of Brutality
- 2006 – Supremacy
- 2009 – For the Lions (cover)
- 2009 – Hatebreed
- 2013 – The Divinity of Purpose
- 2016 – The Concrete Confessional
- 2020 – Weight of the False Self

### EP
- 1995 – Hatebreed/Neglect
- 1996 – Under the Knife
- 1997 – Hatebreed/Integrity

## Videografia
- 2008 – Live Dominance